# Liste des épisodes de Peter Parker: Spider-Man
Pour un article plus général, voir Liste des épisodes de Spider-Man.
La liste des épisodes de Peter Parker: Spider-Man est une liste de comic books autour du personnage de Spider-Man.

## Spider-Man
Spider-Man est une série indépendante, qui suit la chronologie de Amazing Spider-Man. Créée par Todd McFarlane, elle suit son run sur Amazing Spider-Man à partir d'août 1990. McFarlane quitte la série après le n°16 du fait d'un conflit artistique avec Marvel. La série est renommée en Peter Parker: Spider-Man à partir du n°75.
| Numéro | Titre | Scénariste | Dessinateur | Date de publication |
| --- | --- | --- | --- | --- |
| | | | | |
| -1 | (Proto-Goblin) | Howard Mackie | Dan Fraga | Juillet 1997 |
| Il y a plusieurs années, George Stacy et son frère Arthur discutent d'une affaire récente où un mutant semble être devenu tueur en série. Norman embauche Arthur pour mener une enquête, tandis que George investigue de son côté. Norman rencontre le jeune Peter Parker. Arthur se dispute avec son frère, mais obtient une offre pour partir travailler en Angleterre. | | | | |
| Remarque | Ce numéro est un numéro flashback, qui raconte des évènements inédits.                                                          | Ce numéro est un numéro flashback, qui raconte des évènements inédits.                                                          | Ce numéro est un numéro flashback, qui raconte des évènements inédits.                                                          | Ce numéro est un numéro flashback, qui raconte des évènements inédits.                                                          |
| | | | | |
| 0.5 | (Glory Days) | Tom DeFalco | Rick Leonardi | Mai 1998 |
| Sauvant un enfant d'une chute de débris, Spidey reçoit un bloc de pierre sur la tête. Lorsqu'il se réveille, l'Araignée a des hallucinations. Il parle à Harry Osborn, qui est pourtant mort, et qui lui reparle de sa jeunesse. Il lui remontre la mort de Gwen Stacy sur le pont et lui rappelle qu'il a mis des années pour se remettre de sa mort. Spider-Man et Harry arrivent dans l'univers de Spider-Man 2099 et rencontrent Miguel O'Hara. L'Araignée se réveille, sous les débris, et rentre chez lui. | | | | |
| Remarques | Ce numéro est un numéro flashback, qui rappelle les évènements de Amazing Fantasy #15 et des numéros suivants.                  | Ce numéro est un numéro flashback, qui rappelle les évènements de Amazing Fantasy #15 et des numéros suivants.                  | Ce numéro est un numéro flashback, qui rappelle les évènements de Amazing Fantasy #15 et des numéros suivants.                  | Ce numéro est un numéro flashback, qui rappelle les évènements de Amazing Fantasy #15 et des numéros suivants.                  |
| | | | | |
| 1 | (Torment: Part 1) | Todd McFarlane | Todd McFarlane | Août 1990 |
| Le Lézard sort des égouts, déterminé à tuer de l'humain. Il mange plusieurs new-yorkais. Peter se rend à ESU pour ses cours de science. | | | | |
| | | | | |
| 2 | (Torment: Part 2) | Todd McFarlane | Todd McFarlane | Septembre 1990 |
| Peter lit dans le Bugle qu'une créature monstrueuse a tué des individus dans New York la semaine passée. Alors qu'il se balance de toile en toile dans la ville, il est attaqué par le Lézard. | | | | |
| | | | | |
| 3 | (Torment: Part 3) | Todd McFarlane | Todd McFarlane | Octobre 1990 |
| Spider-Man est mis K.O. par le Lézard. Lorsqu'il reprend conscience, il voit devant lui Kraven le Chasseur. Ce dernier est responsable du retour du Lézard, qu'il a fait revenir grâce à une incantation chamanique faite par Calypso. Mary Jane va se divertir en boîte. | | | | |
| | | | | |
| 4 | (Torment: Part 4) | Todd McFarlane | Todd McFarlane | Novembre 1990 |
| Peter se rappelle la fois où Kraven l'a enterré vivant. Il ne comprend pas que le chasseur puisse encore avoir sa tête, alors qu'il s'était tiré une balle dans le crâne. Lors de leur combat, Kraven et l'Araignée déclenchent le gaz dans le manoir de Kraven, où se trouvait Calypso, ce qui cause une explosion. | | | | |
| | | | | |
| 5 | (Torment: Part 5) | Todd McFarlane | Todd McFarlane | Décembre 1990 |
| Après s'être débarrassé du Lézard, Peter réussit à rentrer chez lui, quoique bien mal en point. Calypso s'échappe. | | | | |
| | | | | |
| 6 | (Masques: Part 1) | Todd McFarlane | Todd McFarlane | Janvier 1991 |
| Le Hobgoblin est de retour. Il tue une douzaine de personnes dans New York, et enlève un enfant pour en faire son disciple. Spider-Man le retrouve, mais Ghost Rider arrive et attaque le Hobgoblin. | | | | |
| | | | | |
| 7 | (Masques: Part 2) | Todd McFarlane | Todd McFarlane | Février 1991 |
| L'Araignée et Ghost Rider mettent le Hobgoblin K.O., mais Spidey empêche son acolyte de tuer le démon. Il sauve l'enfant qu'il avait enlevé de la mort. | | | | |
| | | | | |
| 8 | (Perceptions: Part 1) | Todd McFarlane | Todd McFarlane | Mars 1991 |
| Une étrange créature mangeur d'hommes est découverte près de Vancouver par une journaliste canadienne. La presse s'affole et Jameson envoie Peter Parker prendre des photos de l'animal. Wolverine est déjà sur l'affaire. | | | | |
| | | | | |
| 9 | (Perceptions: Part 2) | Todd McFarlane | Todd McFarlane | Avril 1991 |
| Peter mène l'enquête en parlant à des journalistes locaux de Vancouver. Un repas avec un journaliste est interrompu par une manifestation de militants écologistes de Greenpeace, qui ont appris que des centaines de cadavres d'animaux ont été retrouvés dans la forêt, et qui accusent les chasseurs. La nuit tombant, Peter enfile son costume et mène sa propre enquête. Il repense à Betty, Gwen, Felicia, et, enfin, à Mary Jane. | | | | |
| | | | | |
| 10 | (Perceptions: Part 3) | Todd McFarlane | Todd McFarlane | Mai 1991 |
| Revenant dans la ville, Wolverine reconnaît Peter grâce à son odorat développé et lui donne rendez-vous dans la forêt pendant la nuit. Ils comprennent que Wendigo n'est pas le monstre tueur d'enfants qui terrorise Vancouver, et que le véritable coupable a essayé de lui faire porter le chapeau pour ses crimes. | | | | |
| | | | | |
| 11 | (Perceptions: Part 4) | Todd McFarlane | Todd McFarlane | Juin 1991 |
| Wolverine soigne Wendigo, qui a été touché par un tir de fusil, tandis que Spider-Man cherche à prévenir la presse de l'innocence de l'animal. Il se heurte à Anna Brooks, la journaliste sensationnaliste qui avait écrit que Wendigo était coupable des meurtres récents. | | | | |
| | | | | |
| 12 | (Perceptions: Part 5) | Todd McFarlane | Todd McFarlane | Juillet 1991 |
| Wolverine capture le véritable coupable, Krahn, qui avoue avoir violé et tué des enfants. Il avait cherché à faire porter le chapeau sur Wendigo, dont il connaissait déjà l'existence. Wolverine le tue. Peter rentre à New York déçu du dénouement de l'affaire. | | | | |
| | | | | |
| 13 | (Sub-City: Part 1) | Todd McFarlane | Todd McFarlane | Août 1991 |
| Une étrange créature enlève des passants dans les rues et les emmènent dans les égouts. Cette créature est à la solde du vampire Morbius. Spider-Man est obligé de remettre son costume noir, malgré l'opposition de Mary Jane. | | | | |
| | | | | |
| 14 | (Sub-City: Part 2) | Todd McFarlane | Todd McFarlane | Septembre 1991 |
| Spider-Man se bat contre les sbires de Morbius dans les égouts. Morbius réussit à s'enfuir. | | | | |
| | | | | |
| 15 | (The Mutant Factor) | Todd McFarlane | Todd McFarlane | Octobre 1991 |
| Peter et Mary Jane discutent la possibilité d'avoir un enfant. Ils ont peur que la naissance d'un enfant soit rendu compliquée par les gènes de Peter. Il décide d'aller demander conseil à Beast, un membre des X-Men et spécialiste en génétique mutante, qui donne une conférence à l'Empire State University dans la soirée. Une étrange créature attaque les spectateurs. Beast confie à l'Araignée que la naissance de son enfant pourrait être marquée par des complications, ou encore la mort de la mère. Revenant chez lui, Mary Jane lui annonce qu'elle préfère ne pas encore avoir d'enfants. | | | | |
| | | | | |
| 16 | (Sabotage: Part 1) | Todd McFarlane | Todd McFarlane | Novembre 1991 |
| Spider-Man est en patrouille près du World Trace Center lorsqu'il voit que le Juggernaut et Warpath se battent dans la rue. | | | | |
| Remarques | Cette histoire continue dans X-Force #4.                                                                                        | Cette histoire continue dans X-Force #4.                                                                                        | Cette histoire continue dans X-Force #4.                                                                                        | Cette histoire continue dans X-Force #4.                                                                                        |
| | | | | |
| 17 | (No One Gets Outta Here Alive!)                                                                                                 | Ann Nocenti | Rick Leonardi | Décembre 1991 |
| Alors que Spider-Man rentre chez lui pour dîner avec Mary Jane et tante May, il échoue à sauver une mère et sa fille, et son coeur s'arrête. L'âme de Peter se transporte dans une autre dimension. Comprenant qu'il est en train de mourir, il se rend compte qu'il est plus heureux de retrouver Gwen que de perdre Mary Jane. Peter rencontre Thanos, qu'il croyait mort. | | | | |
| | | | | |
| 18 | (Revenge of the Sinister Six, Part 1)                                                                                           | Erik Larsen | Erik Larsen | Janvier 1992 |
| Spider-Man et Ghost Rider se battent contre un cyborg qui est en train de détruire un centre commercial. Docteur Octopus obtient de l'adamantium pour construire ses nouveaux tentacules, mais les Sinister Six se reforment pour l'arrêter. L'Homme Sable demande à l'Araignée son aide pour arrêter Octopus. Pendant ce temps, Peter et Mary Jane se disputent car Peter ne veut pas que Mary Jane joue une prostituée dans un film où elle devrait apparaître nue. | | | | |
| | | | | |
| 19 | | | | Février 1992 |
| | (Revenge of the Sinister Six, Part 2: Slugfest)                                                                                 | Erik Larsen | Erik Larsen | |
| Spider-Man accepte d'accompagner l'Homme Sable et les Sinister Six, qui retrouvent Octopus dans un entrepôt abandonné pour se mesurer à lui. Octopus les domine, et ils ne réussissent pas à l'abattre malgré l'aide inattendue de Hulk. L'Homme Sable se rend compte qu'il a été manipulé par les Sinister Six. | | | | |
| | (Diabolique! Part 1) | Terry Kavanagh | Scott McDaniel | |
| Peter et Mary Jane visitent le muséum d'histoire naturelle de New York ensemble. Un étrange masque, qui arbore une inscription dans une langue inconnue, provoque le sens d'araignée de Peter. | | | | |
| | | | | |
| 20 | | | | Mars 1992 |
| | (Revenge of the Sinister Six, Part 3: Showdown)                                                                                 | Erik Larsen | Erik Larsen | |
| Spider-Man est sauvé par Nova après son combat contre Octopus, donc il sort amoché. Il rentre chez lui pour mettre au point un nouveau lance-toiles, plus puissant, qui lui permette de se mesurer à Octopus. Mary Jane part passer une audition pour son rôle de prostituée dans un film à grand budget. | | | | |
| | (Diabolique! Part 2) | Terry Kavanagh | Scott McDaniel | |
| Spider-Man se bat contre Diablo au muséum d'histoire naturelle. Diablo fait apparaître les esprits de Gwen et de l'oncle Ben. Ce dernier réussit à tirer Peter de son hallucination et lui donne les forces nécessaires pour battre Diablo. Il réussit à s'échapper. | | | | |
| | | | | |
| 21 | (Revenge of the Sinister Six, Part 4: Dealing Arms)                                                                             | Erik Larsen | Erik Larsen | Avril 1992 |
| Le mercenaire du nom de Solo est manipulé par Mystério, qui lui fait croire que Spider-Man est le docteur Octopus. Il bat l'Araignée à plate couture. Lorsqu'il se réveille, il a été transformé en cyborg par un scientifique qui travaille pour le gouvernement, McDonnell. | | | | |
| | | | | |
| 22 | (Revenge of the Sinister Six, Part 5: The Sixth Member)                                                                         | Erik Larsen | Erik Larsen | Mai 1992 |
| Mary Jane coud un nouveau costume rouge et bleu pour Peter. Les Sinister Six affrontent le docteur Octopus. Après un moment de repos, l'Araignée repart au combat. | | | | |
| | | | | |
| 23 | (Revenge of the Sinister Six, Part 6: Confrontation)                                                                            | Erik Larsen | Erik Larsen | Juin 1992 |
| Spider-Man est aidé par les Quatre Fantastiques. Mary Jane décide de refuser le rôle dans le dernier film d'Arnold Schwartzenheimer. Les amis de Peter organisent pour lui sa fête d'anniversaire. | | | | |
| | | | | |
| 24 | (Double Infinity) | Howard Mackie | Larry Alexander | Juillet 1992 |
| En patrouille pendant la nuit, Spider-Man est attaqué par le Demogoblin, qui est lui-même attaqué par le Hobgoblin. Le Hobgoblin épargne l'Araignée. | | | | |
| | | | | |
| 25 | (Why Me) | Terry Kavanagh | Chris Marrinan | Août 1992 |
| Spider-Man reçoit un message de Captain Britain par l'intermédiaire du Bugle. Il se rend à Londres pour l'aider, mais se trouve alors transporté à Paris, près de la tour Eiffel. Il comprend que tout ce qu'il s'est passé a été orchestré par Arcade. | | | | |
| | | | | |
| 26 | | | | Septembre 1992 |
| | (With Great Responsibility...!)                                                                                                 | Tom DeFalco et Ron Frenz | Mark Bagley | |
| Alors qu'il marche en ville avec Mary Jane, une étrange machine prend le contrôle d'un jeune homme, Stewart Smalls. Spider-Man n'arrive pas à l'arrêter. Peter culpabilise et repense à son oncle Ben. Il sauve Stewart Smalls. | | | | |
| | (These Great Powers) | Tom DeFalco | Mark Bagley | |
| Spider-Man rentre chez lui après avoir sauvé Stewart Smalls. Mary Jane lui demande de lui expliquer comment fonctionnent ses pouvoirs. | | | | |
| | | | | |
| 27 | (There's Something About a Gun: Part 1)                                                                                         | Don McGregor | Marshall Rogers | Octobre 1992 |
| Spider-Man patrouille l'ouest de Manhattan. Il suit un homme qui vend illégalement des armes à feu. | | | | |
| | | | | |
| 28 | (There's Something About a Gun: Part 2)                                                                                         | Don McGregor | Marshall Rogers | Novembre 1992 |
| Spider-Man protège des enfants d'un pistolet qui a été vendu illégalement à des mineurs. Il se rend dans un lycée et aide un enfant qui se fait harceler. | | | | |
| | | | | |
| 29 | (Return to the Mad Dog Ward: Part One: Hope and Other Liars)                                                                    | Ann Nocenti | Chris Marrinan | Décembre 1992 |
| Spider-Man découvre qu'un nouveau super-héros, qui se fait appeler Captain Zero, patrouille dans New York. En retard pour un repas chez tante May avec Mary Jane, cette dernière lui demande s'il ne souhaiterait pas révéler son identité secrète à sa tante. Le Bugle demande à Peter de couvrir un évènement en binôme avec une journaliste, Maggie Lorca, ce qui rend MJ jalouse. | | | | |
| | | | | |
| 30 | (Return to the Mad Dog Ward: Part One: Brainstorm)                                                                              | Ann Nocenti | Chris Marrinan | Janvier 1993 |
| Spider-Man entraîne Captain Zero. Peter va travailler avec Maggie Lorca, qui lui parle des menteurs pathologiques ; il se demande s'il ne se serait pas lui-même enfermé dans ses mensonges au sujet de son identité secrète. Maggie est attaquée par une créature du nom de Brainstorm, mais est sauvée à temps par Spider-Man. Spidey est toutefois victime d'hallucinations, et culpabilise pour les mensonges qu'il raconte à ses proches. | | | | |
| | | | | |
| 31 | (Return to the Mad Dog Ward: Part One: Trust)                                                                                   | Ann Nocenti | Chris Marrinan | Février 1993 |
| Captain Zero se bat contre Brainstorm. Mary Jane rencontre une fan qui trouve que le personnage qu'elle joue dans sa série n'est pas un bon modèle pour les jeunes filles ; secouée par la rencontre, MJ téléphone aux scénaristes de la série pour faire évoluer son personnage. | | | | |
| | | | | |
| 32 | (Vengeance, Part One) | Steven Grant | Bob McLeod | Mars 1993 |
| Mary Jane et Peter apprennent à la télévision qu'un meurtrier se fait passer pour l'Homme-Araignée de manière particulièrement convaincante. Un homme qui se fait appeler Maître de la Vengeance cherche à tuer Spider-Man. L'Araignée est coincée par le Punisher. | | | | |
| | | | | |
| 33 | (Vengeance, Part Two) | Steven Grant | Bob McLeod | Avril 1993 |
| Le Punisher réussit à piéger l'Araignée, qui apprend que ce premier cherche à arrêter le Maître de la Vengeance. Il le retrouve, mais Spider-Man intervient à temps avant qu'il ne le tue. Le Maître met le Punisher hors d'état de nuire et s'attaque à Spidey. | | | | |
| | | | | |
| 34 | (Vengeance, Conclusion. Vengeance Is Mine)                                                                                      | Steven Grant | Bob McLeod et Lee Weeks | Mai 1993 |
| Spider-Man et le Punisher réussissent à vaincre le Maître de la Vengeance, mais il s'échappe. | | | | |
| | | | | |
| 35 | (Maximum Carnage Part 4 of 14: Team Venom)                                                                                      | David Michelinie | Tom Lyle | Juin 1993 |
| Eddie Brock, sonné, se réfugie chez Peter et MJ après son combat avec Carnage. Mary Jane quitte l'appartement pour rester avec May et les parents de Peter. Spidey rend visite à la Chatte noire, qui accepte de l'aider. Ils vont se battre contre Carnage, Shriek et Doppelganger, mais la Chatte noire est blessée. | | | | |
| | | | | |
| 36 | (Maximum Carnage Part 8 of 14: Hate Is in the Air)                                                                              | Terry Kavanagh | Tom Lyle | Juillet 1993 |
| Spider-Man, Venom, Firestar et la Chatte noire retrouvent Carnage après l'avoir défié dans les pages du Bugle, avec l'aide de Jameson. Ils réussissent à séparer Kasady de son symbiote. Alors que Venom s'apprête à tuer le porteur, Spider-Man l'en empêche. Kasady fusionne à nouveau avec le symbiote et redevient Carnage. Pendant ce temps, Richard et May Parker sont attaqués dans la rue par des malfrats, et sont protégés par Flash Thompson et le Molten Man. | | | | |
| | | | | |
| 37 | (Maximum Carnage Part 12 of 14: The Light)                                                                                      | J. M. DeMatteis | Tom Lyle | Août 1993 |
| Venom réussit à s'échapper de la statue de la Liberté, où Carnage le retenait prisonnier. Les héros se rassemblent pour mener le combat contre Carnage, Shriek et Doppelganger. Richard Parker, qui se montrait cynique et désabusé, est réprimandé par Mary Jane. | | | | |
| | | | | |
| 38 | (Light in the Night, Part 1) | J. M. DeMatteis | Klaus Janson | Septembre 1993 |
| Électro s'est reconverti dans le cirque pour gagner sa vie, mais décide de renfiler le costume. Après une réunion où il est arrivé en retard et où il se fait morigéner par Jameson, le Bugle met Peter en binôme avec une journaliste, Sarah Klein. Peter se rend compte qu'il est toujours intimidé par Jameson. | | | | |
| | | | | |
| 39 | (Light in the Night, Part 2) | J. M. DeMatteis | Klaus Janson | Octobre 1993 |
| Sarah Klein et Peter se rendent sur le toit de la tour la plus élevée de New York afin de préparer la couverture médiatique de sa rénovation. Peter se rend compte que Sarah Klein a le béguin pour lui. Électro compte se rendre au sommet de la tour lors de la soirée organisée le soir-même. Jameson cherche à humilier Peter, mais ce dernier l'humilie en retour lors de la soirée. | | | | |
| | | | | |
| 40 | (Light in the Night, Part 3) | J. M. DeMatteis | Klaus Janson | Novembre 1993 |
| Spider-Man comprend qu’Électro ne veut de mal à personne, et ne souhaite que de l'attention. Il l'aide à aller mieux. Sarah Klein rencontre Charles Buchanan et tombe amoureuse de lui. | | | | |
| | | | | |
| 41 | (Storm Warnings, Part 1) | Terry Kavanagh | Jae Lee | Décembre 1993 |
| Peter enquête sur l'Alternative Resources Munition Supply, une entreprise d'armement douteuse, qui aurait un lien avec la Randa Corporation. Iron Fist est également sur cette piste, et il se rend en secret au Bugle pour mener sa propre enquête. Spider-Man et Iron Fist se battent, mais ils s'arrêtent lorsqu'ils sont attaqués par Platoon. | | | | |
| | | | | |
| 42 | (Storm Warnings, Part 2: Lock and Loads)                                                                                        | Terry Kavanagh | Jae Lee | Janvier 1994 |
| Spider-Man et Iron Fist suivent Platoon jusqu'au Brooklyn Bridge. Platoon jette un innocent depuis le sommet du pont ; repensant à la mort de Gwen, Spider-Man se jette dans le vide et sauve l'homme innocent à temps. Spider-Man et Iron Fist découvrent qu'une taupe au sein de la Rand Corporation travaillait avec l'ARMS, une organisation terroriste. Platoon est en réalité une armure cybernétique utilisée par David Chodosh, un scientifique de la Rand. | | | | |
| | | | | |
| 43 | (Storm Warnings, Part 3: Media Blitz)                                                                                           | Terry Kavanagh | Jae Lee | Février 1994 |
| Spider-Man et Iron Fist se battent contre les cyborgs de l'ARMS. Le combat est retransmis à la télévision, et Hydra et Richard Fisk annulent leur commande de cyborgs à ARMS. Les directeurs de l'organisation se retrouvent entourés par les forces armées de Advanced Idea Mechanics, qui absorbe ARMS. | | | | |
| | | | | |
| 44 | (The Anniversary Syndrome) | Howard Mackie | Tom Lyle | Mars 1994 |
| Peter n'arrive pas à trouver le sommeil. Il repense à son oncle Ben ; c'est, le lendemain, l'anniversaire de sa mort, qui a eu lieu environ neuf ans plus tôt. Peter décide de partir en patrouille pendant la nuit. Il rencontre le Hobgoblin, qui est devenu le garde du corps d'un mafieux. | | | | |
| | | | | |
| 45 | (Pursuit, Part One: The Dream Before)                                                                                           | Howard Mackie | Tom Lyle | Avril 1994 |
| Peter est secoué par la révélation de ce que Richard et Mary Parker n'étaient que des cyborgs, et non de vrais humains. Il refuse d'en parler à May, de peur qu'elle subisse une crise cardiaque. Il se rend sur la tombe de ses parents. Spider-Man se lance ensuite en chasse du Caméléon, avec l'aide du policier Connor Trevane. Il trouve une de ses caches, et écrit un message sur le mur pour défier le criminel. Peter décide finalement de révéler la vérité à May. | | | | |
| Remarques | Cette histoire commence l'arc narratif Pursuit. Elle continue dans SSM #211.                                                    | Cette histoire commence l'arc narratif Pursuit. Elle continue dans SSM #211.                                                    | Cette histoire commence l'arc narratif Pursuit. Elle continue dans SSM #211.                                                    | Cette histoire commence l'arc narratif Pursuit. Elle continue dans SSM #211.                                                    |
| | | | | |
| 46 | (Beware the Rage of a Desperate Man Part One: Directions)                                                                       | Howard Mackie | Tom Lyle | Mai 1994 |
| Spider-Man apprend que le Demogoblin a réussi à s'échapper de prison. Jason Macendale se rend au manoir de Kraven, et découvre un journal privé tenu par le chasseur jusqu'à sa mort. Le Demogoblin arrive pour tuer Macendale, mais Spider-Man, qui l'avait suivi, l'arrête. Macendale s'échappe. Le journal étant écrit en code, et seul le fils de Kraven connaissant la clef de décodage, il décide de se rendre en Russie pour le retrouver. | | | | |
| | | | | |
| 47 | (Beware the Rage of a Desperate Man Part Two: Old Habits)                                                                       | Howard Mackie | Tom Lyle | Juin 1994 |
| Le Demogoblin se retrouve en prison à cause de l'Araignée. Il cherche à tuer ses voisins de cellule, ce qui oblige la prison à faire intervenir Spider-Man. En Russie, Macendale rencontre l'héritier de Kraven. | | | | |
| | | | | |
| 48 | (Beware the Rage of a Desperate Man Part Three: Demons of Our Past)                                                             | Howard Mackie | Tom Lyle | Juillet 1994 |
| Macendale subit une batterie de tests et d'expériences sur son corps en Russie. Il redevient le Hobgoblin et retourne en Amérique du Nord. Mary Jane se rend chez May, lorsqu'un mystérieux homme appelle et demande à parler à May. En Russie, le fils de Kraven décide de subir le même traitement que Macendale pour devenir le digne héritier de son père. Le Hobgoblin et le Demogoblin se battent dans une église. | | | | |
| | | | | |
| 49 | (Cold Hearts) | Howard Mackie | Tom Lyle | Août 1994 |
| Spider-Man pourchasse le Hobgoblin, mais il est confronté par Coldheart, qui le considère responsable de ce qui est arrivé à son fils. Elle finit par épargner l'Araignée, qui se bat contre le Hobgoblin. Ce dernier réussit à s'échapper. L'homme mystérieux qui avait appelé tante May quitte son travail et rentre à New York au plus vite. | | | | |
| | | | | |
| 50 | | | | Septembre 1994 |
| | (Son of the Hunter) | Howard Mackie | Tom Lyle | |
| Spider-Man se rend chez tante May, où il n'y a plus personne, et sent la présence de l'homme mystérieux qui avait appelé May. Il réussit à s'enfuir de la maison, ce qui laisse l'Araignée perplexe. Le fils de Kraven, Vladimir, arrive à New York, décidé à ajouter Spider-Man à son tableau de chasse. Spider-Man réussit à le battre, mais Vladimir est sauvé à temps par un de ses acolytes. | | | | |
| | (Rite of Passage) | Howard Mackie | Ron Randall | |
| Vladimir Kravinov se remémore ses années de jeunesse lorsque son père, Kraven le Chasseur, lui a appris à chasser en Afrique. | | | | |
| | | | | |
| 51 | | | | Octobre 1994 |
| | (Power and Responsibility, Part Three: A Heart Beat Away!)                                                                      | Howard Mackie | Tom Lyle | |
| Le clone de Peter se rend au chevet de tante May, mais souffre de ce qu'il n'a aucune identité propre. Un régiment militaire dirigé par John Jameson encercle l'asile de Ravencroft, au sein de laquelle Judas Traveller a battu Spider-Man à plate couture. Le clone, Ben Reilly, s'infiltre dans l'asile pour sauver le vrai Peter. | | | | |
| | (The Double - Part Three: Who Am I?)                                                                                            | J. M. DeMatteis | Liam Sharp | |
| Ce numéro retrace l'origine du clone, Ben Reilly. Le professeur Miles Warren lui permet de récupérer les souvenirs de Peter, au sujet de Mary Jane, Gwen, Harry, et tous ceux qu'il a côtoyés. Ben revit le moment où son oncle Ben lui a annoncé la mort de ses parents puis la mort de son oncle. Plongé dans une transe hypnotique par le Chacal, il parle à Gwen. | | | | |
| Remarques | Ce numéro est précédé par ASM #394. Il trouve sa suite dans Spectacular Spider-Man #217.                                        | Ce numéro est précédé par ASM #394. Il trouve sa suite dans Spectacular Spider-Man #217.                                        | Ce numéro est précédé par ASM #394. Il trouve sa suite dans Spectacular Spider-Man #217.                                        | Ce numéro est précédé par ASM #394. Il trouve sa suite dans Spectacular Spider-Man #217.                                        |
| | | | | |
| 52 | (Deadline) | Howard Mackie | Tom Lyle | Novembre 1994 |
| Ken Ellis, journaliste au Bugle, cherche à obtenir une promotion pour devancer Ben Urich. Il souhaite obtenir une interview d'Eddie Brock. Ben Reilly entre en contact avec Ellis pour obtenir des informations sur la localisation de Venom. Il le retrouve le soir, et ils se battent. Le combat est interrompu par l'irruption d'un autre symbiote, que Venom veut mettre hors d'état de nuire. Scarlet Spider en profite pour couler Venom dans le fleuve. | | | | |
| Remarques | L'histoire continue celle de Web of Spider-Man #118. Elle se poursuit dans Web of Spider-Man #119.                              | L'histoire continue celle de Web of Spider-Man #118. Elle se poursuit dans Web of Spider-Man #119.                              | L'histoire continue celle de Web of Spider-Man #118. Elle se poursuit dans Web of Spider-Man #119.                              | L'histoire continue celle de Web of Spider-Man #118. Elle se poursuit dans Web of Spider-Man #119.                              |
| | | | | |
| 53 | (The Exile Returns, Conclusion: Gathering Storms)                                                                               | Howard Mackie | Tom Lyle | Décembre 1994 |
| Ben Reilly affronte Venom sur les toits de New York. Scarlet Spider réussit à battre Venom en faisant ingérer à Eddie, et non au symbiote, une bombe de toiles qui cause une dissociation entre les deux. De loin, un homme mystérieux du nom de Kaine observe. Pendant ce temps, Vladimir Kravinov, le fils de Kraven, se recueille sur sa tombe. | | | | |
| Remarques | Ce numéro est précédé par WSM #119. Il trouve sa suite dans ASM #395.                                                           | Ce numéro est précédé par WSM #119. Il trouve sa suite dans ASM #395.                                                           | Ce numéro est précédé par WSM #119. Il trouve sa suite dans ASM #395.                                                           | Ce numéro est précédé par WSM #119. Il trouve sa suite dans ASM #395.                                                           |
| | | | | |
| 54 | (Web of Life, Part Two: Snared)                                                                                                 | Howard Mackie | Tom Lyle | Janvier 1995 |
| Scarlet Spider se rend au Daily Bugle et se remémore des souvenirs de lycée, lorsqu'il était amoureux de Betty et qu'il travaillait pour Jameson. Ce dernier arrive et lui parle. Retournant chez lui, Ben croise sa voisine, Gabrielle, qui l'avait emmené se faire opérer récemment. Scarlet Spider retrouve Betty le soir même pour lui proposer à nouveau une interview, et celle-ci lui dit qu'elle a l'impression de le connaître. Ils sont interrompus par une attaque de Vladimir Kravinov. | | | | |
| Remarques | Ce numéro est précédé par WSM #120. Il trouve sa suite dans WSM #121.                                                           | Ce numéro est précédé par WSM #120. Il trouve sa suite dans WSM #121.                                                           | Ce numéro est précédé par WSM #120. Il trouve sa suite dans WSM #121.                                                           | Ce numéro est précédé par WSM #120. Il trouve sa suite dans WSM #121.                                                           |
| | | | | |
| 55 | (Web of Life, Part Four: End Hunt)                                                                                              | Howard Mackie | Mike Manley | Février 1995 |
| Sonné, Scarlet Spider reprend ses esprits et part à la recherche de Vladimir Kravinov. Ce dernier et Kaine se battent au milieu d'une tempête de neige qui s'abat sur New York. Kaine, qui a eu une nouvelle vision de la mort de Mary Jane, veut à tout prix empêcher cette vision de se réaliser. A la première occasion, il appose sa main sur le visage de son ennemi et le tue. | | | | |
| Remarques | Ce numéro est précédé par WSM #121. Il trouve sa suite dans ASM #397.                                                           | Ce numéro est précédé par WSM #121. Il trouve sa suite dans ASM #397.                                                           | Ce numéro est précédé par WSM #121. Il trouve sa suite dans ASM #397.                                                           | Ce numéro est précédé par WSM #121. Il trouve sa suite dans ASM #397.                                                           |
| | | | | |
| 56 | (Smoke and Mirrors, Part Three: Truths & Deceptions)                                                                            | Howard Mackie | Tom Lyle | Mars 1995 |
| Spider-Man s'apprête à étrangler le Chacal lorsque Gwen lui demande d'arrêter, et lui dit qu'elle est la véritable Gwen Stacy. Cela rouvre les plaies de Peter, qui perd contrôle. Le Chacal isole Ben, et lui dit que tout ce qu'il a dit était faux, et qu'en réalité, c'est lui, Ben, qui est l'original, et Peter est le clone. C'est bien le Chacal qui a sauvé Ben de la mort lorsque Peter l'a jeté dans une cheminée industrielle, car il fallait préserver l'original. Le Chacal lui dit que s'il reprend son identité réelle, celle de Peter Parker, sa vie rêvée, avec Gwen, son travail au Bugle, etc., sera à lui. Le Chacal propose à Peter d'embrasser Gwen pour vérifier s'il s'agit bien de l'originale, mais Peter hésite. Gwen se désintègre et meurt en lui disant qu'elle l'aime ; il s'agissait bien d'un clone. Warren s'échappe après avoir dit à Peter et Ben qu'ils sont en réalité tous les deux des clones. | | | | |
| Remarques | Ce numéro est précédé par ASM #399. Il trouve sa suite dans Spider-Man: The Clone Journal #1 et SSM #222.                       | Ce numéro est précédé par ASM #399. Il trouve sa suite dans Spider-Man: The Clone Journal #1 et SSM #222.                       | Ce numéro est précédé par ASM #399. Il trouve sa suite dans Spider-Man: The Clone Journal #1 et SSM #222.                       | Ce numéro est précédé par ASM #399. Il trouve sa suite dans Spider-Man: The Clone Journal #1 et SSM #222.                       |
| | | | | |
| 57 | | | | Avril 1995 |
| | (Aftershocks, Part One) | Howard Mackie | John Romita Jr. | |
| Mary Jane fait une dépression nerveuse et chasse Ben Reilly de sa maison. Pendant ce temps, Peter est menotté et emmené au tribunal pour découvrir qu'il est accusé d'avoir commis un meurtre dans l'Utah. Toutefois, Peter ne s'est jamais rendu dans cet État. Jameson paie l'avocat de Peter de sa propre poche. Pendant ce temps, à l'asile de Ravencroft, le docteur Kafka traite le Chacal, qui lui parle de son obsession pour Gwen Stacy. Mary Jane, déprimée, est abordée dans la rue par Judas Traveller. Ben Reilly intervient pour la protéger. | | | | |
| | (The Parker Legacy, Part Two: Whose Life is it, Anyway?)                                                                        | | | |
| Cette histoire secondaire est un flashback datant de cinq ans auparavant. Perdu, ne sachant que faire, le clone de Peter s'était rendu à la maison de May, mais avait finalement abandonné l'idée de lui parler. Prenant un bus pour se rendre sur la côte Ouest, le clone cherche à fuir New York pour ne plus jamais y retourner. Alors qu'une tempête de pluie s'abat sur le pays, le bus dérape ; le clone hésite à utiliser ses pouvoirs pour sauver les voyageurs. | | | | |
| Remarques | Ce numéro est précédé par ASM #400. Il trouve sa suite dans SSM #223.                                                           | Ce numéro est précédé par ASM #400. Il trouve sa suite dans SSM #223.                                                           | Ce numéro est précédé par ASM #400. Il trouve sa suite dans SSM #223.                                                           | Ce numéro est précédé par ASM #400. Il trouve sa suite dans SSM #223.                                                           |
| | | | | |
| 58 | (The Mark of Kaine, Part Three: Spider, Spider, Who's Got the Spider?)                                                          | Howard Mackie | Tom Lyle | Mai 1995 |
| Spider-Man et Ben Reilly cherchent à retrouver Mary Jane, qui a activé un traçeur-araignée que Peter avait conçu spécialement pour elle. Spider-Man, Scarlet Spider et le clone la retrouvent. Le clone essaie de se faire passer pour le vrai Peter, mais devient fou lorsque Mary Jane réussit à le distinguer de son mari. | | | | |
| Remarques | Ce numéro est précédé par ASM #401. Il trouve sa suite dans SSM #224.                                                           | Ce numéro est précédé par ASM #401. Il trouve sa suite dans SSM #224.                                                           | Ce numéro est précédé par ASM #401. Il trouve sa suite dans SSM #224.                                                           | Ce numéro est précédé par ASM #401. Il trouve sa suite dans SSM #224.                                                           |
| | | | | |
| 59 | (Crossfire, Part Two: The Future is Now)                                                                                        | Howard Mackie | Tom Lyle | Juin 1995 |
| Judas Traveller montre à Peter une vision de New York en décombres, et lui annonce qu'il s'agit de ce que sera la ville dans vingt-quatre heures. Le commissaire Raven est maintenant convaincu que Peter est en réalité innocent du meurtre de Louise Kennedy, car la marque qu'il a reçue sur son visage, celle retrouvée sur Louise, lui a été infligée alors que Peter était derrière les barreaux. Traveller fait voyager Peter dans le futur, mais cela cause une déstabilisation du continuum espace-temps. Spider-Man sauve Traveller de la mort. | | | | |
| Remarques | Ce numéro est précédé par ASM #402. Il trouve sa suite dans SSM #225.                                                           | Ce numéro est précédé par ASM #402. Il trouve sa suite dans SSM #225.                                                           | Ce numéro est précédé par ASM #402. Il trouve sa suite dans SSM #225.                                                           | Ce numéro est précédé par ASM #402. Il trouve sa suite dans SSM #225.                                                           |
| | | | | |
| 60 | (The Trial of Peter Parker, Part Three: The Truth is Out There)                                                                 | Howard Mackie | Tom Lyle | Juillet 1995 |
| Spider-Man empêche Stunner de tuer Kaine. Il le met K.O. et l'emmène au tribunal, mais il se réveille à temps et refuse de servir à la défense de Ben Reilly. Kaine montre à Peter son vrai visage : il est le premier clone de Peter Parker que Miles Warren ait réussi à stabiliser, mais sa vie est constamment menacée par la dégénérescence. Spider-Man se rend dans la salle d'audience et s'apprête à retirer son masque pour expliquer la vérité au monde, mais Kaine l'empêche et témoigne à la barre pour Ben. Une fois cela fait, il saute sur ce dernier pour en finir avec lui. | | | | |
| Remarques | Ce numéro est précédé par ASM #403. Il trouve sa suite dans SSM #226.                                                           | Ce numéro est précédé par ASM #403. Il trouve sa suite dans SSM #226.                                                           | Ce numéro est précédé par ASM #403. Il trouve sa suite dans SSM #226.                                                           | Ce numéro est précédé par ASM #403. Il trouve sa suite dans SSM #226.                                                           |
| | | | | |
| 61 | (Maximum Clonage, Part Four: Heading Toward Omega)                                                                              | Howard Mackie | Tom Lyle | Août 1995 |
| Ben se retrouve jeté dans une cellule par Spidercide, où il est attaqué par une centaine d'autres clones de Spider-Man. Le Chacal, sentant que Peter est hésitant à l'idée de le rejoindre. Il lui demande de retrouver le plus ancien clone stabilisé de Gwen Stacy, celui avec lequel le clone de Warren vivait avant que ce dernier ne dégénère (WSM #125). Kaine rend visite à Mary Jane, qui lui dit de ne pas se définir par son origine, mais par ses actions. Kaine vole au secours de Ben pour l'aider à retrouver le Chacal et en finir une fois pour toutes. | | | | |
| Remarques | Ce numéro est précédé par ASM #404. Il trouve sa suite dans SSM #227.                                                           | Ce numéro est précédé par ASM #404. Il trouve sa suite dans SSM #227.                                                           | Ce numéro est précédé par ASM #404. Il trouve sa suite dans SSM #227.                                                           | Ce numéro est précédé par ASM #404. Il trouve sa suite dans SSM #227.                                                           |
| | | | | |
| 62 | (Exiled, Part Three: Took Down)                                                                                                 | Howard Mackie | Pat Broderick | Septembre 1995 |
| Ben Reilly est torturé par électrocution. Une voix menaçante lui pause des questions au sujet du docteur Seward Trainer. Reilly se plonge dans ses souvenirs et se remémore sa première rencontre avec Trainer. Il réussit à se libérer de ses chaînes et retrouve Trainer. | | | | |
| Remarques | Ce numéro est précédé par ASM #405. Il trouve sa suite dans Spider-Man Unlimited #10.                                           | Ce numéro est précédé par ASM #405. Il trouve sa suite dans Spider-Man Unlimited #10.                                           | Ce numéro est précédé par ASM #405. Il trouve sa suite dans Spider-Man Unlimited #10.                                           | Ce numéro est précédé par ASM #405. Il trouve sa suite dans Spider-Man Unlimited #10.                                           |
| | | | | |
| 63 | (The Greatest Responsibility, Part Two: The Kick Inside)                                                                        | Howard Mackie | Gil Kane | Octobre 1995 |
| Le lendemain de leur dîner au restaurant, Peter demeure émerveillé par les premiers mouvements de son futur enfant. Mary Jane l'encourage à enfiler son costume pour mener une patrouille en ville. Il tombe sur la docteur Octopus, qui est en train de violenter Scarlet Spider. Ils réussissent à la faire fuir. Spider-Man se rend compte que son enfant aurait pu naître sans père si Ben n'avait pas été là. | | | | |
| Remarques | Ce numéro est précédé par ASM #406. Il trouve sa suite dans Spider-Man Team-Up #1, puis SSM #229. .                             | Ce numéro est précédé par ASM #406. Il trouve sa suite dans Spider-Man Team-Up #1, puis SSM #229. .                             | Ce numéro est précédé par ASM #406. Il trouve sa suite dans Spider-Man Team-Up #1, puis SSM #229. .                             | Ce numéro est précédé par ASM #406. Il trouve sa suite dans Spider-Man Team-Up #1, puis SSM #229. .                             |
| | | | | |
| Scarlet Spider #1 | (Virtual Mortality, Part Three: To Thine Own Self)                                                                              | Howard Mackie et Todd Dezago | Gil Kane | Octobre 1995 |
| Scarlet Spider emmène Trainer à l'hôpital. Si ses fonctions vitales ne sont pas endommagées, son esprit est comme une tabula rasa. L'attaque informatique a en quelque sorte nettoyé son cerveau de tous ses fichiers. Alors qu'il rentre chez lui, Peter croise la voisine, Carrie, avec qui il sympathise, et qui l'invite à boire un verre. A son travail en tant que serveur, Ben doit servir un important chef mafieux. Une prise d'otage a lieu, et Ben protège un des malfrats. Une fois la prise d'otage finie, il le recrute comme garde du corps. | | | | |
| Remarques | Ce numéro est précédé par Amazing Scarlet Spider #1. Il trouve sa suite dans Spectacular Scarlet Spider #1.                     | Ce numéro est précédé par Amazing Scarlet Spider #1. Il trouve sa suite dans Spectacular Scarlet Spider #1.                     | Ce numéro est précédé par Amazing Scarlet Spider #1. Il trouve sa suite dans Spectacular Scarlet Spider #1.                     | Ce numéro est précédé par Amazing Scarlet Spider #1. Il trouve sa suite dans Spectacular Scarlet Spider #1.                     |
| | | | | |
| Scarlet Spider #2 | (Along Came a Virtual Spider)                                                                                                   | Howard Mackie | John Romita Jr. | Octobre 1995 |
| | | | | |
| Remarque | Ce numéro est précédé par New Warriors #66. Il trouve sa suite dans Spectacular Scarlet Spider #2.                              | Ce numéro est précédé par New Warriors #66. Il trouve sa suite dans Spectacular Scarlet Spider #2.                              | Ce numéro est précédé par New Warriors #66. Il trouve sa suite dans Spectacular Scarlet Spider #2.                              | Ce numéro est précédé par New Warriors #66. Il trouve sa suite dans Spectacular Scarlet Spider #2.                              |
| | | | | |
| 64 | (The Game of Life) | Howard Mackie | John Romita Jr. | Janvier 1996 |
| | | | | |
| Remarques | Ce numéro est précédé par Amazing Spider-Man #407. Il trouve sa suite dans Web of Scarlet Spider #3.                            | Ce numéro est précédé par Amazing Spider-Man #407. Il trouve sa suite dans Web of Scarlet Spider #3.                            | Ce numéro est précédé par Amazing Spider-Man #407. Il trouve sa suite dans Web of Scarlet Spider #3.                            | Ce numéro est précédé par Amazing Spider-Man #407. Il trouve sa suite dans Web of Scarlet Spider #3.                            |
| | | | | |
| 65 | (Unplugged) | Howard Mackie | John Romita Jr. et Tom Morgan                                                                                                   | Février 1996 |
| | | | | |
| Remarques | Ce numéro est précédé par ASM #408. Il trouve sa suite dans Spider-Man Holiday Special 1995.                                    | Ce numéro est précédé par ASM #408. Il trouve sa suite dans Spider-Man Holiday Special 1995.                                    | Ce numéro est précédé par ASM #408. Il trouve sa suite dans Spider-Man Holiday Special 1995.                                    | Ce numéro est précédé par ASM #408. Il trouve sa suite dans Spider-Man Holiday Special 1995.                                    |
| | | | | |
| 66 | (End Game) | Howard Mackie | John Romita Jr. | Mars 1996 |
| | | | | |
| Remarques | Ce numéro est précédé par ASM #409. Il trouve sa suite dans SSM #232.                                                           | Ce numéro est précédé par ASM #409. Il trouve sa suite dans SSM #232.                                                           | Ce numéro est précédé par ASM #409. Il trouve sa suite dans SSM #232.                                                           | Ce numéro est précédé par ASM #409. Il trouve sa suite dans SSM #232.                                                           |
| | | | | |
| 67 | (Who Am I?) | Todd Dezago | John Romita Jr. | Avril 1996 |
| | | | | |
| Remarques | Ce numéro est précédé par ASM #410. Il trouve sa suite dans SSM #233.                                                           | Ce numéro est précédé par ASM #410. Il trouve sa suite dans SSM #233.                                                           | Ce numéro est précédé par ASM #410. Il trouve sa suite dans SSM #233.                                                           | Ce numéro est précédé par ASM #410. Il trouve sa suite dans SSM #233.                                                           |
| | | | | |
| 68 | (Into the Depths) | Howard Mackie | John Romita Jr. | Mai 1996 |
| | | | | |
| Remarques | Ce numéro est précédé par ASM #411. Il trouve sa suite dans SSM #234.                                                           | Ce numéro est précédé par ASM #411. Il trouve sa suite dans SSM #234.                                                           | Ce numéro est précédé par ASM #411. Il trouve sa suite dans SSM #234.                                                           | Ce numéro est précédé par ASM #411. Il trouve sa suite dans SSM #234.                                                           |
| | | | | |
| 69 | (It Begins With a Bang Not a Whimper!)                                                                                          | Howard Mackie | John Romita Jr. | Juin 1996 |
| | | | | |
| Remarques | Ce numéro est précédé par Spider-Man Unlimited #12. Il trouve sa suite dans Spider-Man Team-Up #3 et Sensational Spider-Man #6. | Ce numéro est précédé par Spider-Man Unlimited #12. Il trouve sa suite dans Spider-Man Team-Up #3 et Sensational Spider-Man #6. | Ce numéro est précédé par Spider-Man Unlimited #12. Il trouve sa suite dans Spider-Man Team-Up #3 et Sensational Spider-Man #6. | Ce numéro est précédé par Spider-Man Unlimited #12. Il trouve sa suite dans Spider-Man Team-Up #3 et Sensational Spider-Man #6. |
| | | | | |
| 70 | (Above It All) | Howard Mackie | John Romita Jr. | Juillet 1996 |
| | | | | |
| Remarques | Ce numéro est précédé par ASM #413 et Daredevil #354. Il trouve sa suite dans SSM #235.                                         | Ce numéro est précédé par ASM #413 et Daredevil #354. Il trouve sa suite dans SSM #235.                                         | Ce numéro est précédé par ASM #413 et Daredevil #354. Il trouve sa suite dans SSM #235.                                         | Ce numéro est précédé par ASM #413 et Daredevil #354. Il trouve sa suite dans SSM #235.                                         |
| | | | | |
| 71 | (The Promise) | Howard Mackie | John Romita Jr. | Août 1996 |
| | | | | |
| Remarques | Ce numéro est précédé par ASM #414. Il trouve sa suite dans SSM #237.                                                           | Ce numéro est précédé par ASM #414. Il trouve sa suite dans SSM #237.                                                           | Ce numéro est précédé par ASM #414. Il trouve sa suite dans SSM #237.                                                           | Ce numéro est précédé par ASM #414. Il trouve sa suite dans SSM #237.                                                           |
| | | | | |
| 72 | (The World's Gone Mad) | Howard Mackie | John Romita Jr. | Septembre 1996 |
| | | | | |
| Remarques | Ce numéro est précédé par ASM #415. Il trouve sa suite dans ASM #416.                                                           | Ce numéro est précédé par ASM #415. Il trouve sa suite dans ASM #416.                                                           | Ce numéro est précédé par ASM #415. Il trouve sa suite dans ASM #416.                                                           | Ce numéro est précédé par ASM #415. Il trouve sa suite dans ASM #416.                                                           |
| | | | | |
| 73 | (Legacy) | Howard Mackie | John Romita Jr. | Octobre 1996 |
| | | | | |
| Remarques | Ce numéro est précédé par ASM Annual 1996. Il trouve sa suite dans SM #74.                                                      | Ce numéro est précédé par ASM Annual 1996. Il trouve sa suite dans SM #74.                                                      | Ce numéro est précédé par ASM Annual 1996. Il trouve sa suite dans SM #74.                                                      | Ce numéro est précédé par ASM Annual 1996. Il trouve sa suite dans SM #74.                                                      |
| | | | | |
| 74 | (Last of Heroes) | Howard Mackie | John Romita Jr. | Novembre 1996 |
| | | | | |
| Remarques | Ce numéro est précédé par SM #73. Il trouve sa suite dans ASM #417.                                                             | Ce numéro est précédé par SM #73. Il trouve sa suite dans ASM #417.                                                             | Ce numéro est précédé par SM #73. Il trouve sa suite dans ASM #417.                                                             | Ce numéro est précédé par SM #73. Il trouve sa suite dans ASM #417.                                                             |
| | | | | |
| 75 | (The Night of the Goblin) | Howard Mackie | John Romita Jr. | Décembre 1996 |
| | | | | |
| Remarques | Ce numéro est précédé par ASM #418. Il trouve sa suite dans SSM #241.                                                           | Ce numéro est précédé par ASM #418. Il trouve sa suite dans SSM #241.                                                           | Ce numéro est précédé par ASM #418. Il trouve sa suite dans SSM #241.                                                           | Ce numéro est précédé par ASM #418. Il trouve sa suite dans SSM #241.                                                           |
| | | | | |
| 76 | (SHOC) | Howard Mackie | John Romita Jr. | Janvier 1997 |
| | | | | |
| Remarques | | | | |
| | | | | |
| 77 | (The Vampire's Kiss) | Howard Mackie | Claudio Castellini | Février 1997 |
| | | | | |
| Remarques | | | | |
| | | | | |
| 78 | (The Love of a Woman) | Howard Mackie | John Romita Jr. | Mars 1997 |
| | | | | |
| Remarques | | | | |
| | | | | |
| 79 | (After the Fall) | Howard Mackie | John Romita Jr. | Avril 1997 |
| | | | | |
| Remarques | | | | |
| | | | | |
| 80 | (Blood Simple) | Howard Mackie | John Romita Jr. | Mai 1997 |
| | | | | |
| Remarques | | | | |
| | | | | |
| 81 | (Shadow of the Cat) | Howard Mackie | John Romita Jr. | Juin 1997 |
| | | | | |
| Remarques | | | | |
| | | | | |
| 82 | (You've Got to Have Friends (of Humanity?))                                                                                     | Howard Mackie | John Romita Jr. | Août 1997 |
| | | | | |
| Remarques | | | | |
| | | | | |
| 83 | (Vertigo) | Howard Mackie | John Romita Jr. | Septembre 1997 |
| | | | | |
| Remarques | | | | |
| | | | | |
| 84 | (Nothing Stops the Juggernaut!)                                                                                                 | Howard Mackie | John Romita Jr. | Octobre 1997 |
| | | | | |
| Remarques | | | | |
| | | | | |
| 85 | (Little Lies) | Howard Mackie | Andy Smith | Novembre 1997 |
| | | | | |
| Remarques | | | | |
| | | | | |
| 86 | (The Span of Years) | Howard Mackie | Andy Smith | Décembre 1997 |
| | | | | |
| Remarques | | | | |
| | | | | |
| 87 | (Ennemies... A Love Story) | Howard Mackie | John Romita Jr. | Janvier 1998 |
| | | | | |
| Remarques | | | | |
| | | | | |
| 88 | (Who Did Joey Z) | Howard Mackie | John Romita Jr. | Février 1998 |
| | | | | |
| Remarques | | | | |
| | | | | |
| 89 | (Spider, Spider) | Howard Mackie | John Romita Jr. | Mars 1998 |
| | | | | |
| Remarques | Cette histoire continue dans Spectacular Spider-Man #255.                                                                       | Cette histoire continue dans Spectacular Spider-Man #255.                                                                       | Cette histoire continue dans Spectacular Spider-Man #255.                                                                       | Cette histoire continue dans Spectacular Spider-Man #255.                                                                       |
| | | | | |
| 90 | (It Started on Yancy Street ... Again!)                                                                                         | Howard Mackie | John Romita Jr. | Avril 1998 |
| | | | | |
| Remarques | | | | |
| | | | | |
| 91 | (Undercover) | Howard Mackie | John Romita Jr. | Mai 1998 |
| | | | | |
| Remarques | | | | |
| | | | | |
| 92 | (Stuck in the Middle with You!)                                                                                                 | Howard Mackie | John Romita Jr. | Juin 1998 |
| | | | | |
| Remarques | | | | |
| | | | | |
| 93 | (Reborn Again) | Howard Mackie | Javier Saltares | Juillet 1998 |
| | | | | |
| Remarques | | | | |
| | | | | |
| 94 | (Who Was Joey Z) | Howard Mackie | John Romita Jr. | Août 1998 |
| | | | | |
| Remarques | | | | |
| | | | | |
| 95 | (Free Fall) | Howard Mackie | John Romita Jr. | Septembre 1998 |
| | | | | |
| Remarques | | | | |
| | | | | |
| 96 | (The Gathering of Five part 3 of 5: Web of Despair)                                                                             | Howard Mackie | Norman Felchle | Octobre 1998 |
| | | | | |
| Remarques | | | | |
| | | | | |
| 97 | (The Final Chapter part 2 of 4: Let the Heavens Tremble at the Power of the Goblin)                                             | Howard Mackie | John Romita Jr. | Novembre 1998 |
| | | | | |
| Remarques | | | | |
| | | | | |
| 98 | (The Final Chapter part 4 of 4: The Final Chapter)                                                                              | Howard Mackie | John Romita Jr. | Novembre 1998 |
| | | | | |
| Remarques | | | | |
| | | | | |

- Cet article est partiellement ou en totalité issu de l'article intitulé « Liste des épisodes de Spider-Man » (voir la liste des auteurs).